# Registrske tablice Slovaške
Registrske tablice Slovaške so bele barve s črnimi znaki in črno obrobo. Sestavljene so iz dvočrkovne oznake (ki je do leta 2023 označevala mesto registracije), tej pa sledi grb Slovaške ter serijska oznaka iz treh števk in dveh črk. Na levi strani stoji polje z mednarodno avtomobilsko oznako države (SK).

## Trenutni sistem
Slovaška je svoj sistem registrskih tablic uvedla s 1. aprilom 1997. Prva različica, ki se je izdajala do 30. aprila 2004, je vsebovala slovaški grb v zgornjem levem kotu. Oznako okraja je od serijske oznake razmejeval vezaj.
Ob pridružitvi Evropski uniji 1. maja 2004 so obliko tablic uskladili s tablicami preostale EU: državni grb je zamenjalo modro polje z evropsko zastavo. Prilagoditev je doživela tudi pisava, v kateri so poudarili razliko med črko O in števko 0.
1. junija 2006 so na tablice vrnili slovaški grb, ki je nadomestil dotedanji vezaj.
Leta 2021 je slovaški parlament potrdil korenite spremembe zakona o cestnem prometu, ki so ukinile kratice okrajev na tablicah; registrske oznake so se začele izdajati spet od začetka od oznake AA 001AA. Namesto na lastnika so tablice po novem vezane na vozilo, s čimer ob menjavi lastnika vozila ni več potrebno odjaviti in znova registrirati. Oblikovna posodobitev je vključevala novo pisavo in spremembe barv – tablice električnih vozil so po novem bele z zeleno pisavo. Spremembe, katerih uvedbo so sprva načrtovali za marec 2022, so stopile v veljavo z novim letom 2023.

## Oznake okrožij
Na Slovaškem obstaja 79 okrožij (okresy). Vsako od njih je do leta 2023 imelo svojo dvočrkovno oznako, izjemi sta prestolnica Bratislava s petimi okrožji in mesto Košice s štirimi, ki jim je bila dodeljena skupna oznaka. 
Oznake, zapisane v krepki ležeči pisavi, so se prenehale izdajati, ko so se zapolnile vse možne serijske kombinacije; edino okrožje, ki je potrebovalo več kot eno oznako, je bila Bratislava. Oznake, zapisane s pomanjšano ležečo pisavo, so bile predvidene za uporabo po zapolnitvi vseh prejšnjih možnih kombinacij, a jih nikoli niso uporabili.
| - BA, BL, BT, BI, BD, BE – Bratislava - BB, BC, BK – Banská Bystrica - BJ – Bardejov - BN – Bánovce nad Bebravou - BR – Brezno - BS – Banská Štiavnica - BY – Bytča - CA – Čadca - DK – Dolný Kubín - DS – Dunajská Streda - DT – Detva - GA – Galanta - GL – Gelnica - HC – Hlohovec - HE – Humenné - IL – Ilava - KA – Krupina - KE, KI, KC – Košice - KK – Kežmarok - KM – Kysucké Nové Mesto - KN – Komárno - KS – Košice-okolie - LC – Lučenec - LE – Levoča - LM – Liptovský Mikuláš - LV, LL – Levice - MA – Malacky - MI – Michalovce - ML – Medzilaborce - MT – Martin - MY – Myjava - NR, NI, NT – Nitra - NM – Nové Mesto nad Váhom - NO – Námestovo - NZ, NC – Nové Zámky - PE – Partizánske | - PB – Považská Bystrica - PD – Prievidza - PK – Pezinok - PN – Piešťany - PO, PV, PS – Prešov - PP – Poprad - PT – Poltár - PU – Púchov - RA – Revúca - RK – Ružomberok - RS – Rimavská Sobota - RV – Rožňava - SA – Šaľa - SB – Sabinov - SC – Senec - SE – Senica - SI – Skalica - SK – Svidník - SL – Stará Ľubovňa - SN – Spišská Nová Ves - SO – Sobrance - SP – Stropkov - SV – Snina - TN, TC, TE – Trenčín - TO – Topoľčany - TR – Turčianske Teplice - TS – Tvrdošín - TT, TA, TB – Trnava - TV – Trebišov - VK – Veľký Krtíš - VT – Vranov nad Topľou - ZA, ZI, ZL – Žilina - ZC – Žarnovica - ZH – Žiar nad Hronom - ZM – Zlaté Moravce - ZV – Zvolen |

## Posebne tablice
- Tablica po naročilu. Od leta 2023 je mogoče prilagoditi vseh sedem znakov.
- Tablica električnega motornega kolesa. Od 2023 so tablice električnih vozil bele z zeleno pisavo.
- Tablica električnega vozila (2019–2022)
- Tablica vozila uradne osebe
- Tablica vozila diplomatskega predstavništva
- Tablica vozila tehničnega osebja, zaposlenega na diplomatskem predstavništvu
- Tablica vozila slovaške vojske
- Tablica vozila, namenjenega izvozu
- Začasna tablica uvoženega vozila
- Preizkusna tablica
- Tablica delovnega stroja
- Tablica kmetijskega stroja (2020–2022)

## Češkoslovaški sistem
Sistem registrskih oznak, ki je veljal na Češkoslovaškem, se je na Slovaškem izdajal do 31. marca 1997. Poleg okrajšave okrožja je lahko vseboval še eno črko, desno od nje pa dva para števk, deljena z vezajem. Tablice osebnih vozil so imele črne znake na beli podlagi, gospodarska (tovornjaki, prikolice, avtobusi, kmetijski stroji) črne znake na rumeni podlagi, vozila tujih državljanov pa rumene na modri podlagi.
Na zadnji registrski tablici, po merah enaki prednji, sta bili nameščeni dve nalepki: zgornja rdeče barve je označevala datum veljavnosti tehničnega pregleda, spodnja zelena pa datum veljavnosti preverjanja izpušnih plinov. Registrske tablice po starem sistemu so veljale do 31. decembra 2004.